# روزاموند جان
روزاموند جان (انگلیسی: Rosamund John; ۱۹ اکتبر ۱۹۱۳ – ۲۷ اکتبر ۱۹۹۸) هنرپیشه اهل بریتانیا بود. وی بین سال‌های ۱۹۳۴ تا ۱۹۵۷ میلادی فعالیت می‌کرد.
از فیلم‌ها یا برنامه‌های تلویزیونی که وی در آن نقش داشته‌است می‌توان به پی‌پت دشتی و عملیات قتل اشاره کرد.